# Стјепан Обран
Стјепан Обран (Копривница, 2. август 1956) бивши је југословенски и хрватски рукометаш.

## Каријера
Рођен је 2. августа 1956. године у Копривници. Рукометну каријеру је започео још 1969. године у Партизану из Копривнице. Након тога играо је за рукометни клуб Црвенку, Медвешчак и Партизан из Бјеловара. Пуну играчку афирмацију је стекао у бјеловарском Партизану, за којег је одиграо више од 400 утакмица и освојио две титуле првака Југославије (1977. и 1979). У том периоду био је најбољи стрелац овог клуба и проглашен за најбољег играча. Играо је касније за немачки клуб Туспо Нирнберг.
Први наступ за сениорску рукометну репрезентацију Југославије имао је 1977. године на Трофеју Југославије у Бјеловару. Био је учесник Олимпијских игара 1980. у Москви (6 место). Са репрезентацијом Југославије освојио је сребрну медаљу на Светском првенству у рукомету 1982. године у Западној Немачкој. Имао је преко 50 наступа у дресу са државним грбом.
Након завршетка играчке каријере посветио се тренерском послу. Водио је клубове као што су Вартекс и Карловац.

## Успеси
Југославија
- медаље
- сребро Светско првенство 1982. Западна Немачка.
- злато Медитеранске игре 1983. у Казабланци.